# Варламов, Илья Александрович
Илья́ Алекса́ндрович Варла́мов (род. 7 января 1984, Москва, РСФСР, СССР) — российский общественный деятель, журналист, предприниматель и видеоблогер.
Создатель авторского СМИ на базе блог-платформы «Живой Журнал» (позднее — на Teletype). Основатель рекламно-девелоперского агентства «iCube», сооснователь фонда «Городские проекты», основатель и руководитель фонда сохранения культурного наследия «Внимание». Известен своими фоторепортажами с акций политической оппозиции в России и в мире, а также материалами о городской среде в российских городах.
В мае 2017 года Варламов объявил о старте активного развития канала на YouTube под названием «varlamov». Большинство материалов канала посвящено темам урбанистики, политики и новостей России и мира. На канале выходит еженедельная новостная программа «Чё происходит?» с обзором главных событий прошедшей недели (в 2022 году программа Варламова с аналогичным названием выходила на радио Комсомольская Правда).

## Биография
Родился и вырос в Москве. Выпускник Московского архитектурного института по специальности архитектор на кафедре жилых и общественных зданий. В период обучения в вузе организовал компанию, которая впоследствии стала группой компаний iCube с годовым оборотом три миллиона долларов. По утверждению самого Варламова, именно сотрудники этой компании являлись фактическими авторами его дипломной работы: «Сначала мне было лень делать диплом. И я собрал архитектурную студию, чтобы она его делала».
По данным газеты «Ведомости», в 2002 году вместе с Артёмом Горбачёвым создал компанию «Д. В. А. в кубе», работавшую в области 3D-визуализации.
В августе 2009 года совместно с Дмитрием Чистопрудовым основал фотоагентство «28-300», специализирующееся на коммерческой фотосъёмке и продаже фотографий.
В 2011 году учредил антипремию «Стеклянный болт», которая вручается чиновникам, занятым обустройством Москвы, за наиболее глупые или вредоносные решения. В сентябре того же года запустил онлайн-СМИ «Ридус». В июне 2012 года объявил о своём выходе из проекта, после этого в «Ридусе» сменилась вся редакция. В апреле 2012 года, выиграв праймериз «Гражданин мэр», организованные изданием «Омск политический», подал документы в омский горизбирком для участия в выборах мэра Омска, которые должны были пройти 17 июня, однако не смог собрать необходимое количество подписей избирателей для выдвижения.
4 июня 2012 года совместно с Максимом Кацем объявил о запуске фонда «Городские проекты».
Активист велосипедного движения, с 2013 года являлся соучредителем компании «Колесо-колёсико» — официального дистрибьютора велосипедов Peugeot, Gitane, Definitive и Puch в России. Вышел из проекта в 2015 году.
В 2015 году на базе своего блога в «Живом Журнале» учредил авторское СМИ Varlamov.ru.
С 2017 года по 2021 год Варламову был запрещён въезд на Украину за посещение Крыма без разрешения украинских властей не через границу с Херсонской областью, что по украинскому законодательству расценивается как нарушение государственной границы. В Крыму живёт его бабушка.
В 2018 году Варламов присоединился к фудтех-проекту экс-руководителя сервиса доставки Uber Eats Михаила Рейдера Bright Kitchen. Проект управлял несколькими концепциями «ресторанов без залов» — «Ведомости. Ланч», «Варламов. Есть», «Кухня 420» и Curry On!. Доля Варламова в Bright Kitchen по состоянию на 2020 год составляла 18 %. В 2022 году проект закрылся.
В июле 2021 года Варламов объявил о закрытии блога в «Живом журнале», проект Varlamov.ru будет работать на платформе Teletype.
23 марта 2023 года Министерством юстиции России внесён в список физических лиц — «иностранных агентов» за «распространение недостоверной информации о принимаемых органами публичной власти решениях и проводимой ими политике, а также за получение финансирования из-за рубежа».
27 сентября 2024 года в отношении Варламова возбуждено уголовное дело по части 2 статьи 330.1 УК РФ за двукратное в течение года неисполнение обязанностей иностранного агента (причиной стало отсутствие маркировки постов в соцсетях). Максимальное наказание по ней предполагает два года колонии.
14 августа 2025 года Мещанским судом Москвы заочно приговорён к 8 годам тюрьмы и оштрафован на 99,5 миллионов рублей по части 2 статьи 207.3 УК, из-за видеоролика от 23 ноября 2023 года о российских ударах по Кривому Рогу и Одессе, а также за неоднократное неисполнение обязанностей иностранного агента (часть 2 статьи 330.1 УК). 

## Журналистская деятельность
5 августа 2006 года начал вести блог в «Живом Журнале» под ником zyalt как фотограф. Позже блог расширился до авторского СМИ на отдельном домене. На апрель 2018 года он занимает первую позицию в рейтинге «Живого Журнала»; в марте 2017 года входил в десятку самых цитируемых источников в социальных медиа по версии «Медиалогии». При заявленной посещаемости сайта более 17 миллионов человек в год большая часть посетителей приходит из России (74,67 %), Украины (8,24 %) и США (2,26 %). Также Варламов ведёт Твиттер и видеоблог на YouTube.
Варламов является соучредителем компании «Авторские медиа», через которую продаётся реклама в его блоге. Цены на рекламу опубликованы в открытом доступе. В то же время Варламова обвиняли в размещении заказных постов в туркменских СМИ депутат от «Единой России» Владимир Бурматов, Молодая гвардия Единой России, журналист Олег Кашин. Варламов заявляет о полном отсутствии в его блоге платных публикаций без соответствующих меток. В 2016 году Варламов объявил награду в 1 миллион рублей любому, кто найдёт на его сайте джинсу — платную публикацию без соответствующей метки.
В 2010 году вошёл в пул журналистов, сопровождавших Владимира Путина в поездках в Санкт-Петербург и Южно-Сахалинск, а также осветил поездку премьер-министра на молодёжный форум «Селигер».
С января по февраль 2022 года — ведущий программы «Чё происходит?!» на радио Комсомольская правда.

### Протестные акции в России

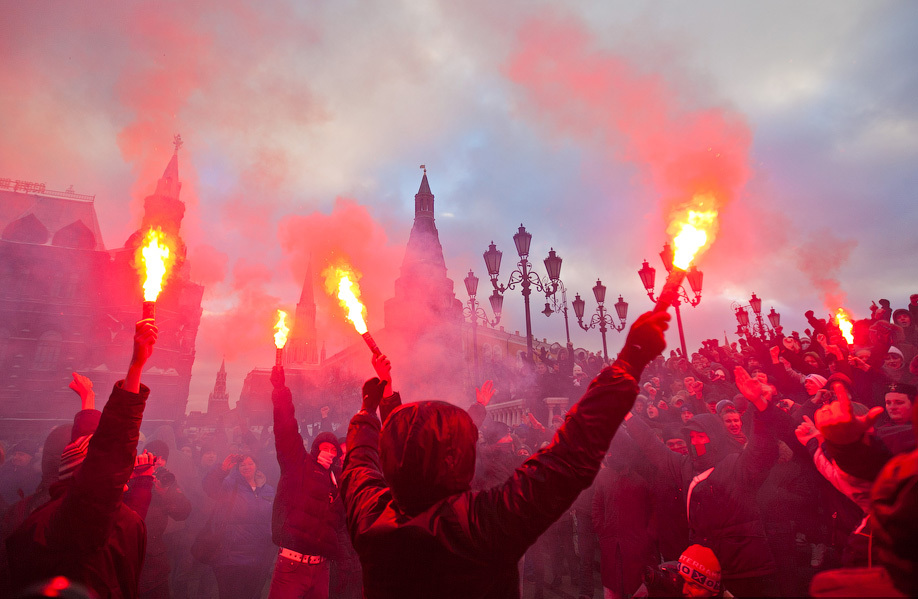
Фотография Ильи Варламова, сделанная во время протестов на Манежной площади в Москве

Варламов делал онлайн-фоторепортажи со многих политических акций. Впервые сделав отчёт о «Марше несогласных» в 2008 году, с тех пор он освещал другие «Марши несогласных», акции «Стратегии-31», «День гнева» в 2010 и 2011 годах, митинги против фальсификаций выборов и другие массовые акции.
Репортаж Варламова с событий в 2010 году на Манежной площади, где происходила массовая акция националистов, переросшая в столкновения с ОМОНом и беспорядки, впоследствии цитировали многие СМИ.
Одним из первых начал использовать в своих репортажах фотографии с дронов; так, в его блоге появилась известная фотография, показывающая массовость протеста против фальсификации выборов на Болотной площади. Присутствовал на протестах в Париже в 2018 году и Нью-Йорке в 2020 году.

### События в Киеве в 2013—2014 году

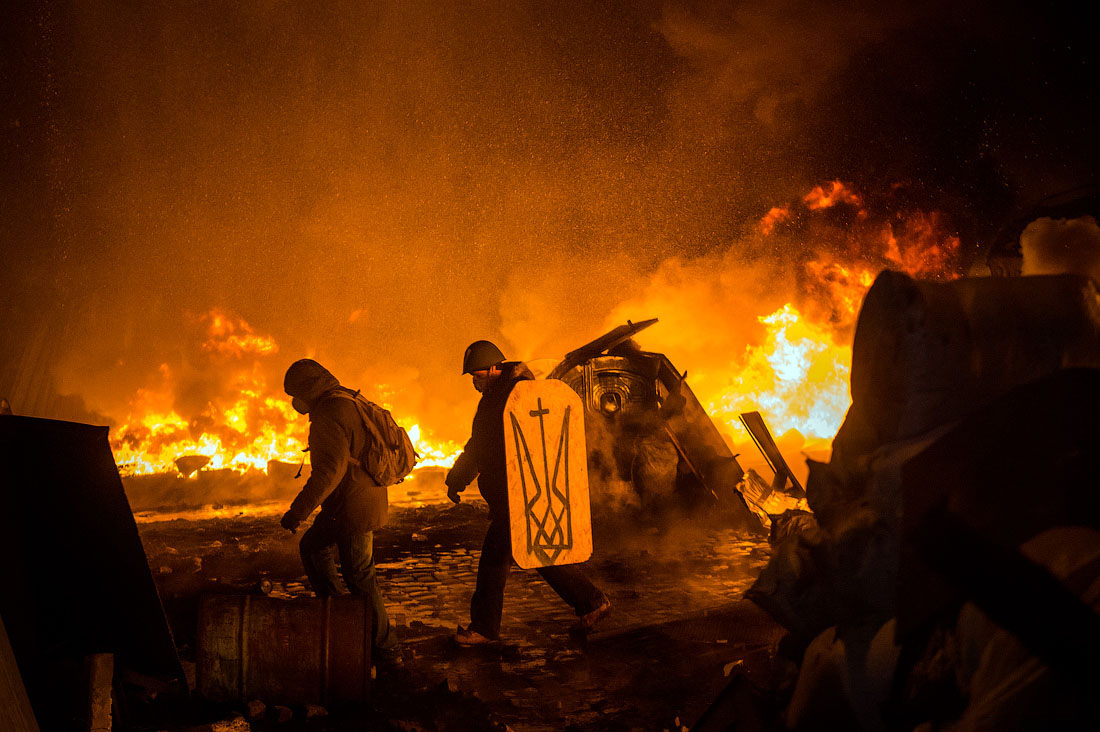
Фотография Варламова 23 января 2014 года, столкновения на Евромайдане

Варламов подробно освещал протесты в Киеве, лично присутствуя на месте событий и делая фоторепортажи и прямые эфиры. Он первоначально прилетел в Киев 26 ноября 2013 года, с началом протестов, и впоследствии регулярно посещал город при эскалации событий, выпуская новые записи в блоге. 23 января 2014 года в материале «Уличные бои в Киеве» подробно описал столкновения протестующих с «Беркутом».
В общей сложности написал 29 материалов о событиях в Киеве. Фотографии Варламова для иллюстрации событий в Киеве использовали российские и украинские СМИ, в частности украинский Forbes.
После начала аннексии Крыма Россией написал материал «Кто захватывает Крым?», в котором разместил фотографии вооружённых людей без опознавательных знаков, захвативших аэропорт Симферополя. После этого поста движение «Молодая гвардия Единой России» обвинило его в работе на Евромайдан.

### Путешествия

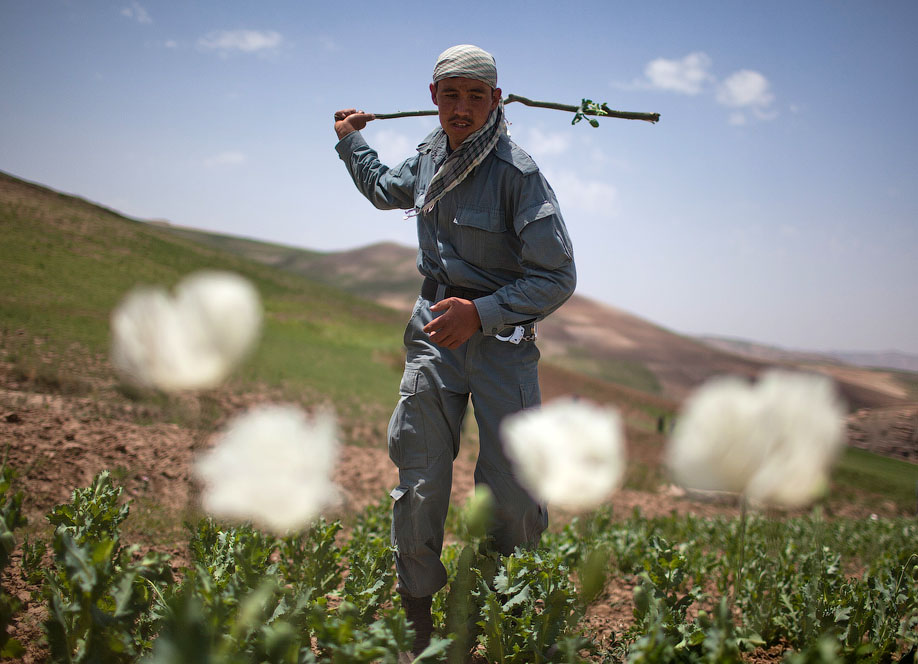
Фотография Варламова с операции по уничтожению маковой плантации в Афганистане

Варламов публикует путевые заметки и фоторепортажи о своих путешествиях в разные страны мира. По его утверждению, в 2016 году он посетил 37 стран, а в 2017-м — 35. Его репортажи о Туркменистане, одной из самых закрытых стран мира по мнению Human Rights Watch, вызвали реакцию местных СМИ. Варламова обвинили в продажности, работе на Кремль. После репортажей пользователи заявляли о блокировке блога Варламова в Туркменистане. После визита Варламова в Алматы, Казахстан, и описания городских проблем, руководитель управления архитектуры города раскритиковал автора, назвав его посты пиаром, а не экспертным мнением.

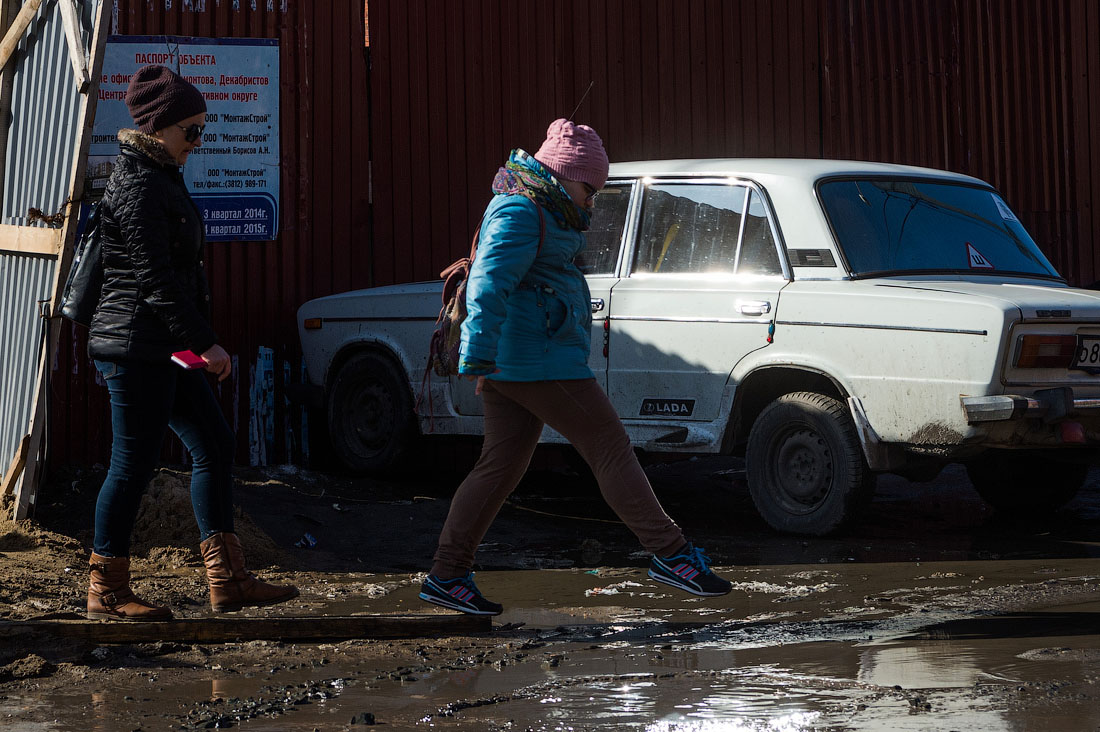
Фотография из материала «Жуткий Омск»

Варламов путешествует по российским городам и пишет посты с критическим взглядом на организацию общественного транспорта, городской среды и системы управления городом. Являясь архитектором, он также касается темы архитектуры городов. В серии «Плохой-хороший» Варламов описывает недостатки и достоинства населённых пунктов. В серии постов «Граница» он сравнивает приграничные города России с городами, находящимися на близком расстоянии в других странах.
- В публикации о Грозном описаны проблемы транспорта, архитектуры, дворов и доступа городской среды для пожилых и маломобильных граждан[64]. После публикации президент Чеченской Республики Рамзан Кадыров собрал совещание в мэрии города, на котором сказал, что благодарен Варламову за то, что тот «наглядно показал хорошие и отрицательные стороны в работе ЖКХ Грозного»[65].
- После поездки в Набережные Челны Варламов назвал его «город — спальный микрорайон» и отметил проблемы в его проектировании[66]. В ответ на публикацию президент Республики Татарстан Рустам Минниханов сказал, что критика принята к сведению и что нужно «принимать меры, а не обижаться»[67].
- В серии постов про Псков Варламов отметил, что «Псков не похож ни на один другой город России», так как «Тут чисто, нет самостроя и особой разрухи, тут берегут историю и традиции». В то же время Варламов отметил, что вдали от туристических мест для города характерны «нечищенные разбитые дороги, отсутствие элементарной инфраструктуры для жителей, дурость и разгильдяйство»[68][69]. Губернатор Псковской области Андрей Турчак отметил, что «посты Варламова о Пскове должны быть руководством к действию для руководителей города»[70]. После визита Варламова городские службы прошли по местам, сфотографированным Варламовым, и исправили недочёты[71].
- В серии постов про Челябинск Варламов описал ситуацию с детской площадкой за 20 миллионов рублей, которая, по его мнению, состоит из убогих и примитивных конструкций[72]. В ответ на это депутат от «Единой России» Владимир Бурматов обвинил Варламова в несамостоятельности и продажности[38].

Варламов ежегодно публикует рейтинг российских городов исходя из размера бюджета города на одного жителя.
Варламов публикует в своём видеоблоге серию видео «БДСМ» («Большая дорога с мэром») вместе с урбанистом Аркадием Гершманом, в которых он прогуливается по городу с мэром и разбирает проблемы.

## Общественная и политическая деятельность
В январе 2012 года стал соучредителем проекта «Лига избирателей». Кроме него соучредителями выступили известные российские журналисты, общественные деятели и деятели культуры, такие как Юрий Шевчук, Леонид Парфёнов, Сергей Пархоменко и Борис Акунин. Целью проекта была защита избирательных прав граждан и организация наблюдения на выборах Президента России в 2012 году.
В 2011 году учредил антипремию «Стеклянный болт». Премия вручается чиновникам за глупые или вредоносные решения в вопросах благоустройства Москвы. Лауреаты награждались статуэткой «Стеклянный болт» — символом недалёкости и криворукости. Впоследствии премия стала виртуальной.
В 2011 году учредил проект «Страна без глупостей». В рамках проекта проводил борьбу за свободу фотографий в российских торговых центрах и на вокзалах, а также боролся с незаконным захватом автомобильных парковок. Входит в экспертный совет Архитектурной премии Москвы.
В декабре 2018 года заявил о желании выложить в открытый доступ весь архив своих фотографий и разрешить их свободное использование на условиях лицензии CC BY-SA. Позднее зарегистрировался на Викискладе. 1 февраля 2019 года опубликовал у себя в блоге сообщение о том, что разрешает использование всех фотографий на условиях лицензии CC-BY-SA 4.0, и начал загрузку фотографий на Викисклад.
С февраля 2022 года Варламов активно выступает против российского вторжения на Украину, а также создал проект «Вместе», для объединения людей, которые покинули Россию после российского вторжения.

### Выборы мэра Омска 2012 года

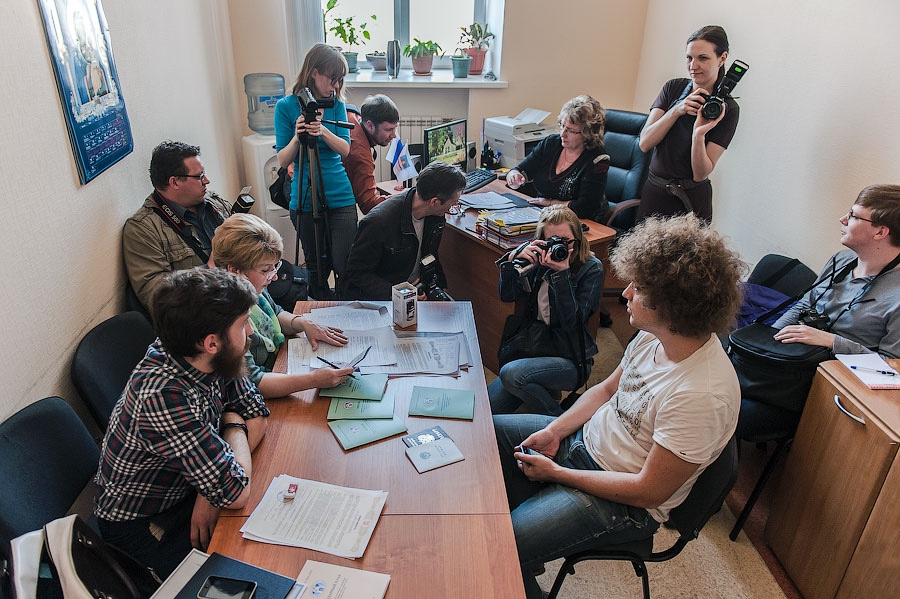
Варламов подаёт документы в омский избирком

В 2012 году принял приглашение группы омских оппозиционеров принять участие в праймериз «Гражданский мэр». Перед голосованием признался, что был в Омске лишь один раз и призывает избирателей хорошо подумать, прежде чем отдать голос за свою кандидатуру. Своё желание участвовать в выборах объяснил желанием активизировать молодёжь на участие в политике и изменения в городе, а также желанием менять российские города.
Перед голосованием на праймериз сообщил, что пойдёт на выборы только в том случае, если приглашающая его инициативная группа сама сможет собрать необходимый 1 % подписей жителей города для выдвижения. По результатам праймериз Варламов победил, набрав 46 % голосов, на втором месте оказался преподаватель Омского университета Игорь Фёдоров, набравший 16 % голосов. Выдвижение Варламова на выборах мэра Омска поддержали Алексей Навальный и Артемий Лебедев. Однако он не был зарегистрирован кандидатом так как инициативная группа не смогла собрать необходимое количество подписей для выдвижения.

### «Городские проекты»
В 2012 году вместе с Максимом Кацем учредил фонд «Городские проекты». В задачи фонда входит образовательная и лоббистская деятельность в сфере урбанистики. Организаторы ставят перед собой задачу изменить вектор развития российских городов с автомобилеориентированного в сторону современного европейского пути, когда ресурсы вкладываются в развитие общественного транспорта и пешеходной инфраструктуры.
19 декабря 2019 года Варламов в своём предновогоднем выпуске объявил о том, что он и команда «Городских проектов» закончили книгу «100 советов мэру», над которой они работали несколько лет, а также о том, что запущен сбор средств на поддержание этого проекта на сайте фонда «Городские проекты».

### Выборы в Московскую городскую думу 2014 года
В 2014 году стал руководителем предвыборного штаба Максима Каца на выборах в Московскую городскую думу по одномандатному округу № 5. Избирательная кампания строилась вокруг принципа удобных городов и современных подходов к развитию пешеходных пространств и общественного транспорта, в рамках кампании были предложены современные способы организации дворов и улиц избирательного округа.
Особенностью избирательной кампании являлось то, что она финансировалась исключительно на небольшие пожертвования. В общей сложности в избирательный фонд Каца поступило более 2500 платежей на общую сумму более 10 миллионов рублей. Победителем выборов стал кандидат от «Единой России» Олег Сорока, набравший 32 % голосов. Максим Кац набрал 23 % голосов.

### Выборы мэра Москвы 2018 года
19 апреля 2018 года заявил о намерении баллотироваться на пост мэра Москвы. Варламов представил программу из 17 пунктов под названием «радикальный урбанизм». В программе предполагается открыть московский Кремль для свободного посещения и вернуть ему белый цвет, ликвидировать служебный транспорт и ведомственные парковки, отправить больше ресурсов на развитие общественного транспорта, ввести платный въезд в центр города. 18 мая того же года отказался от выдвижения.

### Проекты
С конца 2000-х гг. Илья Варламов совместно с программистом Алексеем Дуком развивает исторический интернет-проект PastVu.com, посвящённый сбору архивных фотографий разных мест мира. Пользователи-добровольцы загружают старые фотографии, которые снабжаются датировкой и описаниями и привязываются к карте с помощью развитого интерфейса на русском и английском языках (подобно Википедии, сохраняется история правок). К ноябрю 2020 года на сайт загружено свыше 1 млн изображений.
В июле 2018 года основал фонд сохранения исторического наследия «Внимание!». Фонд занимается восстановлением облика исторических зданий в России, отдельных частей зданий, вывесок и иных элементов городской среды. Среди первых проектов фонда обновление двери в памятнике архитектуры начала XX века в Вологде, восстановление советских неоновых вывесок «Гастрономия» и «Бакалея» на жилом доме в Сыктывкаре, ремонт кирпичного купеческого дома 1861 года постройки в Кирове и деревянного здания почты в селе Богатое Самарской области. К концу января 2020 года фонд восстановил 16 объектов, а в процессе реставрации находилось ещё 10 объектов. Сбор денег идёт на 4 объекта: Дом Бака в Санкт-Петербурге, Белую башню в Екатеринбурге, Ратушу в Сортавале и Храм Иоанна Богослова в деревне Анисимово. Самым затратным проектом фонда, на который ещё идёт сбор денег является Белая башня в Екатеринбурге, которая нуждается в 4,3 млн рублей для реставрации.

## Критика и инциденты
В 2012 году хакеры из группировки Anonymous опубликовали переписку экс-главы Росмолодёжи Василия Якеменко и пресс-секретаря движения «Наши» Кристины Потупчик, согласно которой Варламов получил 400 тысяч рублей за посты о посещении премьер-министром России Владимиром Путиным авиасалона МАКС—2011 и о съезде «Единой России» 24 сентября. Варламов получение денег отрицал, сообщив, что таким образом исполнителями списывались какие-то бюджеты.
Согласно переписке, Потупчик также занималась раскруткой основанного Варламовым издания «Ридус». В мае 2012 года Якеменко объявил, что тайно финансировал «Ридус», но на следующий день назвал это шуткой. Варламов сообщил, что если информация подтвердится, он уйдёт из издания. 21 мая домен «Ридуса» перешёл к государственной компании КАМАЗ. В июне 2012 года Варламов покинул издание.
26 апреля 2017 года на Варламова было совершено нападение после прилёта в Ставрополь. В аэропорту злоумышленники облили его зелёнкой, обсыпали мукой и нанесли несколько ударов. Через некоторое время нападение повторилось уже в городе, белая LADA Priora таранила его машину. Варламов потребовал возбудить уголовное дело по статье 144 УК РФ (воспрепятствование законной профессиональной деятельности журналиста) и обвинил в причастности к нападениям сотрудников компании «ЮгСтройИнвест», застройщика ЖК «Перспективный», а также депутата Ставропольской гордумы Сергея Медведева, заместителя генерального директора по связям с общественностью этой компании. 28 апреля пресс-служба ставропольской полиции сообщила, что проводится доследственная проверка, а личности четырёх участников нападения уже установлены.
13 января 2021 года Варламов, путешествуя вместе со своей женой Любовью Варламовой, основателем Медиазоны и участником группы Pussy Riot Петром Верзиловым, а также с директором Европейской гимназии Иваном Боганцевым и Вадимом Гинзбургом на территории Южного Судана, был задержан военными в городе Капоэта. По словам блогера, причиной ареста стало подозрение в использовании дрона, который был конфискован у команды ещё в аэропорту Уганды, однако позже в своём Telegram-канале он рассказал, что теперь россиян обвиняют в отсутствии разрешения от министерства дикой природы.
4 декабря 2022 года Варламов поменял название своего ролика на YouTube «Чё происходит #145», заменив в заголовке сюжет о Сергее Собянине сюжетом об Иране. Он объяснил свой поступок тем, что зрителей в этот день больше интересовал Иран, чем мэр Москвы. Также из ролика была удалена вся реклама[значимость факта?].

## Награды и номинации
В 2009 году входил в число номинантов премии «Прорыв», учреждённой Федеральным агентством по делам молодёжи в номинации «Про Бизнес».
В декабре 2011 года стал победителем конкурса «РОТОР» в номинации «Блогер года».
В конкурсе «Серебряная камера 2009—2010» получил гран-при в номинации «События и повседневная жизнь».
В декабре 2010 года Варламов стал обладателем ежегодной премии LiveJournal «Рында года» в номинации «Блогер года».
Был одним из победителей в номинации «события / повседневная жизнь» конкурса Best of Russia («Лучшие фотографии России») 2009, 2011 и 2012 годов, в номинации «люди» 2012 года.
В 2012 году занял 3 место в конкурсе «Год без цензуры» за фотографию с разгона митинга оппозиции на Пушкинской площади 6 марта 2012 года.
В 2022 году занял 5 место в рейтинге инфлюенсеров-блогеров Romir Influence Ranking.

## Семья
Жена — Любовь Варламова, архитектор, генеральный директор отдела градостроительства и архитектурного проектирования компании «АйКьюб».
Двое детей: дочь Елена (род. 13 ноября 2009) и сын Лев (род. 8 сентября 2017).